# 塞萨里·威尔克
塞萨里·威尔克（Cezary Wilk，1986年2月12日—），全名塞萨里·斯蒂芬·威尔克（Cezary Stefan Wilk），是一名波兰足球运动员，目前效力于西甲联赛拉科鲁尼亚队。

## 个人经历

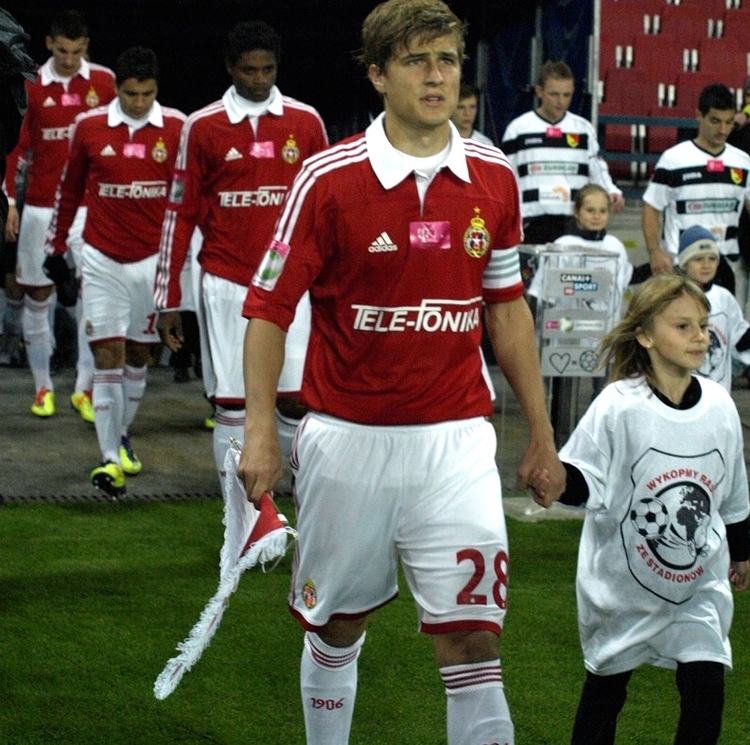
威尔克在维斯瓦克拉科夫

威尔克1986年2月12日生于波兰华沙。在华沙波兰人足球俱乐部青训体系的培养使威尔克成为一名职业球员。
随后，他又先后效力于凯尔采科罗纳和维斯瓦克拉科夫。
在波兰国内效力期间，威尔克先后入选了波兰U-21、 波兰U-23国家队，并于2010年首次代表波兰成年国家队出场比赛，对手是波斯尼亚和黑塞哥维那。
2013年夏，威尔克以自由转会的方式加盟了拉科鲁尼亚，成为了这支西班牙球队历史上第一位来自波兰的球员。2013-2014赛季，威尔克为球队出战19场联赛，没有进球。